# Jharoda Majra Burari
Jharoda Majra Burari là một thị trấn thống kê (census town) của quận North thuộc bang Delhi, Ấn Độ.

## Nhân khẩu
Theo điều tra dân số năm 2001 của Ấn Độ, Jharoda Majra Burari có dân số 13.301 người. Phái nam chiếm 56% tổng số dân và phái nữ chiếm 44%. Jharoda Majra Burari có tỷ lệ 66% biết đọc biết viết, cao hơn tỷ lệ trung bình toàn quốc là 59,5%: tỷ lệ cho phái nam là 72%, và tỷ lệ cho phái nữ là 57%. Tại Jharoda Majra Burari, 17% dân số nhỏ hơn 6 tuổi.